# Parigi-Camembert 1996
La Parigi-Camembert 1996, cinquantasettesima edizione della corsa e valida come evento del circuito UCI categoria 1.2, si svolse il 9 aprile 1996, per un percorso totale di 205 km. Fu vinta dall'italiano Adriano Baffi, al traguardo con il tempo di 5h03'44" alla media di 40,496 km/h.
Al traguardo 88 ciclisti portarono a termine la gara.

## Ordine d'arrivo (Top 10)
| Pos. | Corridore             | Squadra          | Tempo    |
| ---- | --------------------- | ---------------- | -------- |
| 1    | Adriano Baffi         | Mapei-GB         | 5h03'44" |
| 2    | Didier Rous           | GAN              | a 1"     |
| 3    | Federico Colonna      | Mapei-GB         | a 46"    |
| 4    | Jean-Philippe Duracka |                  | s.t.     |
| 5    | Gilles Talmant        | Aubervilliers 93 | s.t.     |
| 6    | Sébastien Medan       | Collstrop        | s.t.     |
| 7    | David Lefèvre         | Casino           | s.t.     |
| 8    | Jacky Durand          | Agrigel          | s.t.     |
| 9    | Emmanuel Hubert       | GAN              | s.t.     |
| 10   | Christophe Rinero     | Mutuelle         | s.t.     |